# Contea di Clinton (Iowa)
La contea di Clinton (in inglese Clinton County) è una contea dello Stato dell'Iowa, negli Stati Uniti. La popolazione al censimento del 2010 era di 49 116 abitanti. Il capoluogo di contea è Clinton.